# Heribert Tenschert
Heribert Tenschert (* 1947 in Mariakirchen) ist ein deutscher Antiquar, Büchersammler, Publizist und Autor.

## Leben
Tenschert war ein Kind einer schlesisch-böhmischen Flüchtlingsfamilie. Er begann 1969 ein Studium der Romanistik, Germanistik und Latinistik an der Universität Freiburg bei Erich Köhler, das er jedoch 1977 abbrach, um in Rotthalmünster ein Buchantiquariat zu gründen. Nach erfolgreichem Handel mit bibliophilen Werken der Neuzeit konzentrierte er sich auf mittelalterliche Bücher, insbesondere Stundenbücher.
Von 1981 bis 1983 war er Sekretär der Gesellschaft der Bibliophilen.

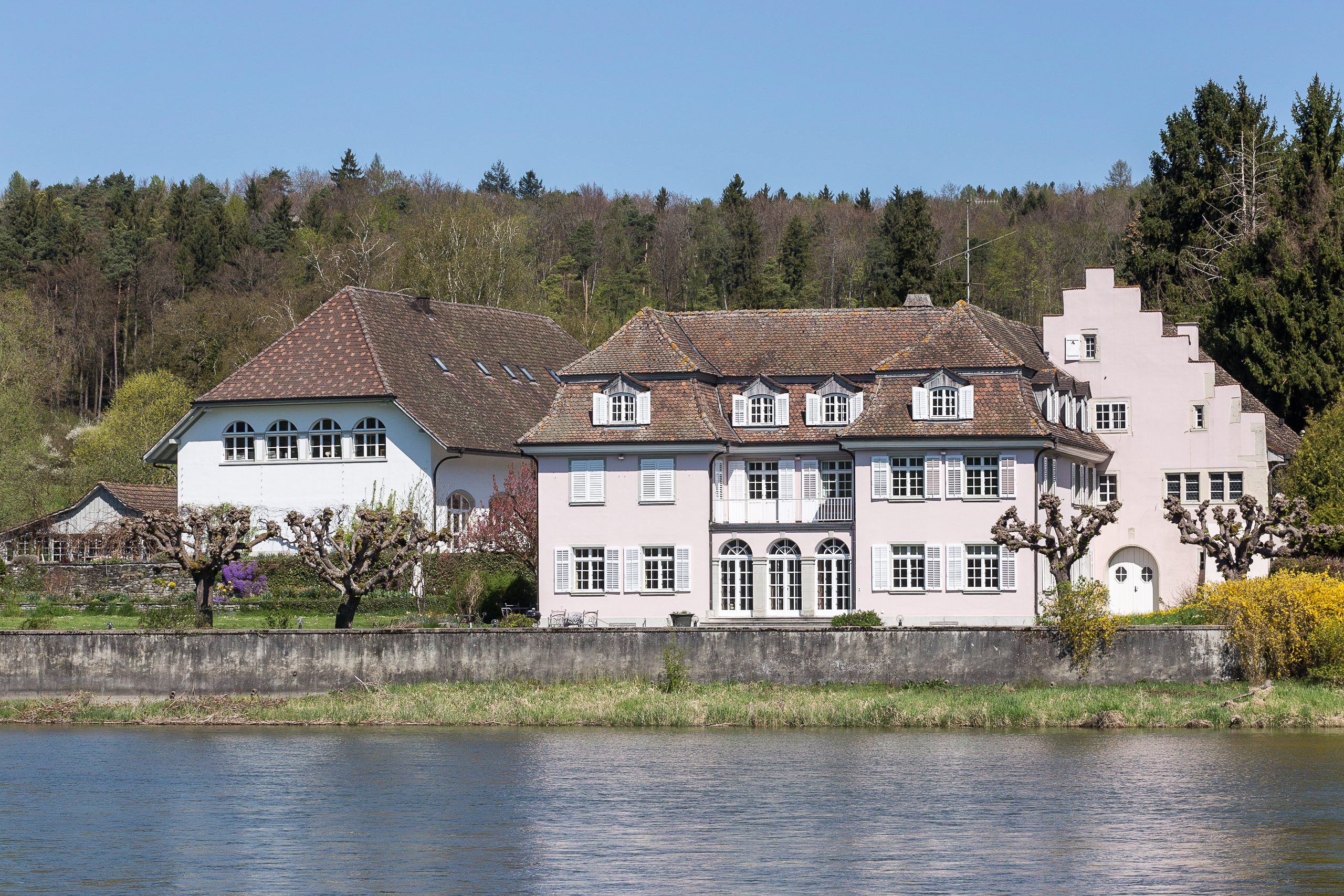
Bibermühle: Sulzersche Villa

1993 erwarb er die Sulzersche Villa, bekannt als Landgut Bibermühle, bei Stein am Rhein in der Schweiz gelegen.
2010 erhielt er die Ehrendoktorwürde der Universität Freiburg. Auch gedruckte Stundenbücher gehören zu seinem Fachgebiet, er besitzt die größte Sammlung der Welt, ca. 375 Exemplare (Stand 2016). Anlässlich der Antiquariatsmesse Stuttgart 2024 teilte er in einem Interview mit, dass seine Sammlung inzwischen 430 gedruckte Stundenbücher umfasst und weiter:

«Das ist so viel wie die Bibliothèque nationale de France und die British Library in London zusammen haben.»

Tenschert ersteigerte 1988 bei Sotheby’s für eine Million Pfund das Prozess-Manuskript von Franz Kafka, das ursprünglich von Max Brod vernichtet werden sollte. Kurz nach dem Kauf überließ Tenschert dem Deutschen Literaturarchiv in Marbach das Manuskript zum Einkaufspreis. Für seinen Freund Martin Walser erstellte Tenschert eine 25-bändige Werkausgabe zu dessen 90. Geburtstag.

## Veröffentlichungen (Auswahl)
- mit Ina Nettekoven (Hrsg.): 158 Stundenbuchdrucke der Sammlung Bibermühle 1490–1550. 3 Bände Ramsen/Bibermühle 2003.
- Sämtliche Werke (= Edition Tenschert bei Rowohlt). Rowohlt Verlag GmbH, Reinbek bei Hamburg 2018–2022 (20 Bände, Ausgabe sämtlicher Werke von Rudolf Borchardt).
- mit Eberhard König (Hrsg.): Das Stundenbuch des Claude de Toulougeon : ein prachtvolles burgundisches Folio-Manuskript in halbgrisaille in schönster Erhaltung - reich illustriert und mit schwarz-blauem und goldenem Textdekor. Tenschert, Ramsen 2021, ISBN 978-3-906069-36-4.